# Josef Zeitlinger
Josef Zeitlinger (* 6. Juni 1884 in Wien; † 27. August 1945 ebenda) war ein österreichischer Kameramann und Stummfilmregisseur.

## Leben und Wirken
Zeitlinger hatte unmittelbar nach der Jahrhundertwende eine Ausbildung zum Fotografen erhalten und stieß noch vor dem Ersten Weltkrieg zur Kinematographie. Seine ersten Arbeiten als Kameramann fotografierte er für die größte Produktionsfirma Österreichs, die Sascha-Film, für die er bei einigen Lustspielen (Cocl-Filmgrotesken) auch als Regisseur arbeitete. Während des Ersten Weltkriegs eingezogen, wirkte Josef Zeitlinger überwiegend als Kameramann für die Fabrikationsabteilung der Zentralstelle des Feldkinos und kehrte nur 1917 vorübergehend zum Spielfilm zurück.
Nach dem Krieg setzte er seine Kameratätigkeit in Wien fort, anfänglich bei prunkvollen Historien- und Schaubildern der Regisseure Hans Otto Löwenstein (Der Herzog von Reichstadt, Die Schauspieler des Kaisers) und Alexander Korda (als einer von drei Kameraleuten bei Samson und Delila), später auch bei bescheideneren Inszenierungen des aus New York für mehrere Gastspiele nach Wien gekommenen Regisseur Sidney M. Goldin. Bereits ab 1923 war Zeitlinger als Spielfilmkameramann beschäftigungslos, blieb aber der Filmbranche noch bis zum Zweiten Weltkrieg verbunden.

## Filmografie
- 1913: Cocl geht zum Maskenball (auch Regie)
- 1913: Cocl als Hausherr (auch Co-Regie)
- 1917: Das Geheimnis des Waldes
- 1917: Der Treubruch
- 1920: Der Herzog von Reichstadt
- 1921: Ihre Vergangenheit
- 1921: Die Schauspieler des Kaisers
- 1922: Samson und Delila
- 1922: Die drei Marien und der Herr von Marana
- 1922: Hütet eure Töchter
- 1922: König einer Nacht
- 1922: Führe uns nicht in Versuchung